# Europtera
Europtera is een geslacht van vlinders van de familie spinners (Lasiocampidae).

## Soorten
- E. pandani De Lajonquière, 1972
- E. punctillata (Saalmüller, 1884)